# Neeritter

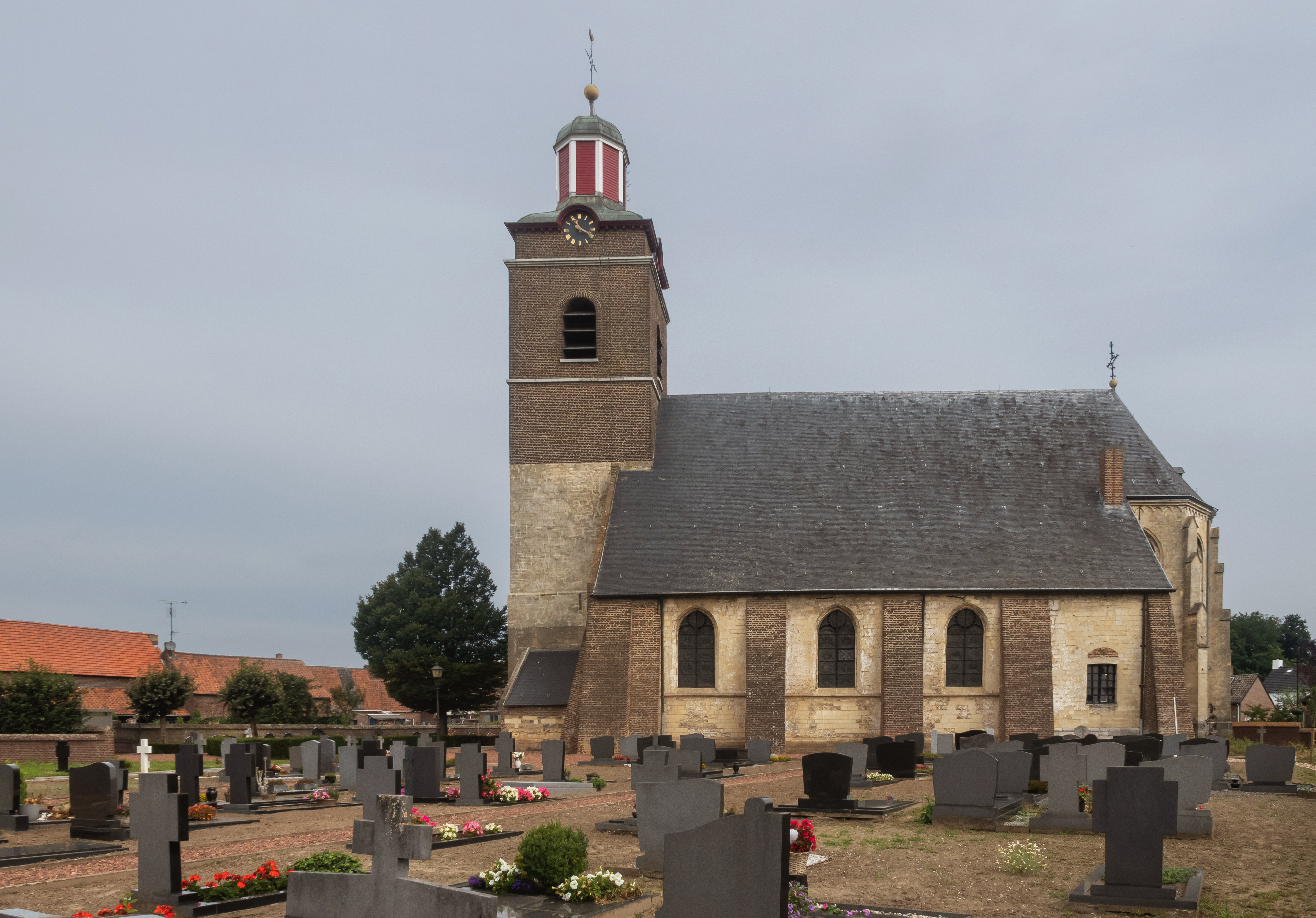
Neeritter, de Sint-Lambertuskerk

Neeritter (Limburgs: Itter) is een kerkdorp in de Midden-Limburgse gemeente Leudal. Het grenst aan het Belgische dorp Kessenich. Ten westen van de dorpskern ligt de bijhorende buurtschap 'de Heioord'.

## Geschiedenis
Neeritter wordt na 1100 gesticht op initiatief van het Lambertuskapittel in Luik, dat op dat moment reeds in het bezit is van de naburige gebieden Kessenich en Thorn. In 1143 verschijnt de eerste schriftelijke vermelding: Itera (...) nova oftewel 'Nieuw-Itteren'. De voorzetsels 'Nieuw-' en 'Neer-' zijn er om het onderscheid te maken met het eerste Itteren, dat stroomopwaarts van de Itterbeek ligt en later 'Opitter' genoemd wordt.
Eeuwenlang geniet Neeritter de status van 'Luiks vrijdorp': het valt uitsluitend onder de wetten en de belastingen van het kapittel. Wel fungeert de graaf van Loon als voogd, die dit recht na 1243 in leen geeft aan de heer van Horn. In gezamenlijkheid werden Neeritter, het Abdijvorstendom Thorn en de Rijksheerlijkheid Kessenich aangeduid als de Drie Eigen. In 1584, ten tijde van de Tachtigjarige Oorlog, legt Neeritter een halfronde wal aan om zich te beschermen tegen plunderende legerbendes. Omstreeks 1960 wordt de gracht gedempt, maar het verloop is tegenwoordig nog zichtbaar.
Bij de Franse annexatie van de Zuidelijke Nederlanden wordt Neeritter een gemeente van Nedermaas, het latere Limburg. In de nasleep van de deling van Limburg wordt Neeritter getroffen door een afsplitsing en een gebiedsruil (zie grensverdrag van 1842). Hierdoor slinkt de oppervlakte van 1.819 tot 470 bunder. De kleine gemeente gaat in 1942 op in de gemeente Hunsel. Sinds 2007 behoort zij tot de gemeente Leudal.

## Monumenten
Neeritter telt 24 rijksmonumenten, onder meer in de vorm van monumentale boerderijen en huizen.
- De Sint-Lambertuskerk, gebouwd in de 13e, 14e en 15e eeuw
- De Sint-Jozefkapel tegenover de kerk
- De Mariakapel aan de Driessenstraat
- Het Heilig Hartbeeld op het Krekelbergplein, uit 1929
- De Armenmolen, een watermolen uit 1686
- Een voormalig gasthuis uit de 15e eeuw (Gasthuisstraat 3)
- Diverse woonhuizen uit de 18e eeuw (Driessenstraat 6-10-23)
- Diverse karakteristieke boerderijen uit de 18e en 19e eeuw (Driessenstraat 27, 29, 30, 35-37, 39 en 41)
- Het Hoge Huis te Driessenstraat 22, gebouwd als internaat (1903) en achteraf dienstdoend als noviciaatshuis voor de Kruisheren (1930) en appartementencomplex (1985)

## Economie
De plaatselijke economie berust op landbouw. Sinds 1920 heeft Neeritter ook een kledingatelier: het Industrie Bedrijf Kledingatelier N.V. Kwaspen (Bosstraat 1-3). Tegenwoordig is het gespecialiseerd in jachtkleding. Er is minder productie dan voorheen, doordat veel activiteiten gedelokaliseerd werden.

## Natuur en landschap
De grens van Neeritter valt samen met de Itterbeek (zuiden) en de Uffelse Beek (noorden), die beide in noordoostelijke richting stromen. Neeritter ligt in een hoog (30 m) en zanderig gebied. Tot in de 19e eeuw lag het dan ook te midden van een uitgestrekt heidegebied. Deze gronden werden ontgonnen ten bate van weilanden, akkers en naaldbossen. In het oosten daalt het landschap af naar de alluviale vlakte van de Maas, met het natuurgebied Vijverbroek.

## Voetbal
Van 1973 tot 1989 genoot Neeritter nationale bekendheid dankzij zijn voetbalclub VV Veritas. In de jaren 1970 speelde Veritas immers in de Hoofdklasse. In 1973 wijdde het televisieprogramma TROS Sport een reportage aan dit opmerkelijke succes – dit was overigens de eerste reportage van sportverslaggever Jack van Gelder. Anno 2018 speelt de club in de eerste klasse D.

## Geboren
- Gerard Krekelberg (1864–1937), schrijver van het Limburgs volkslied

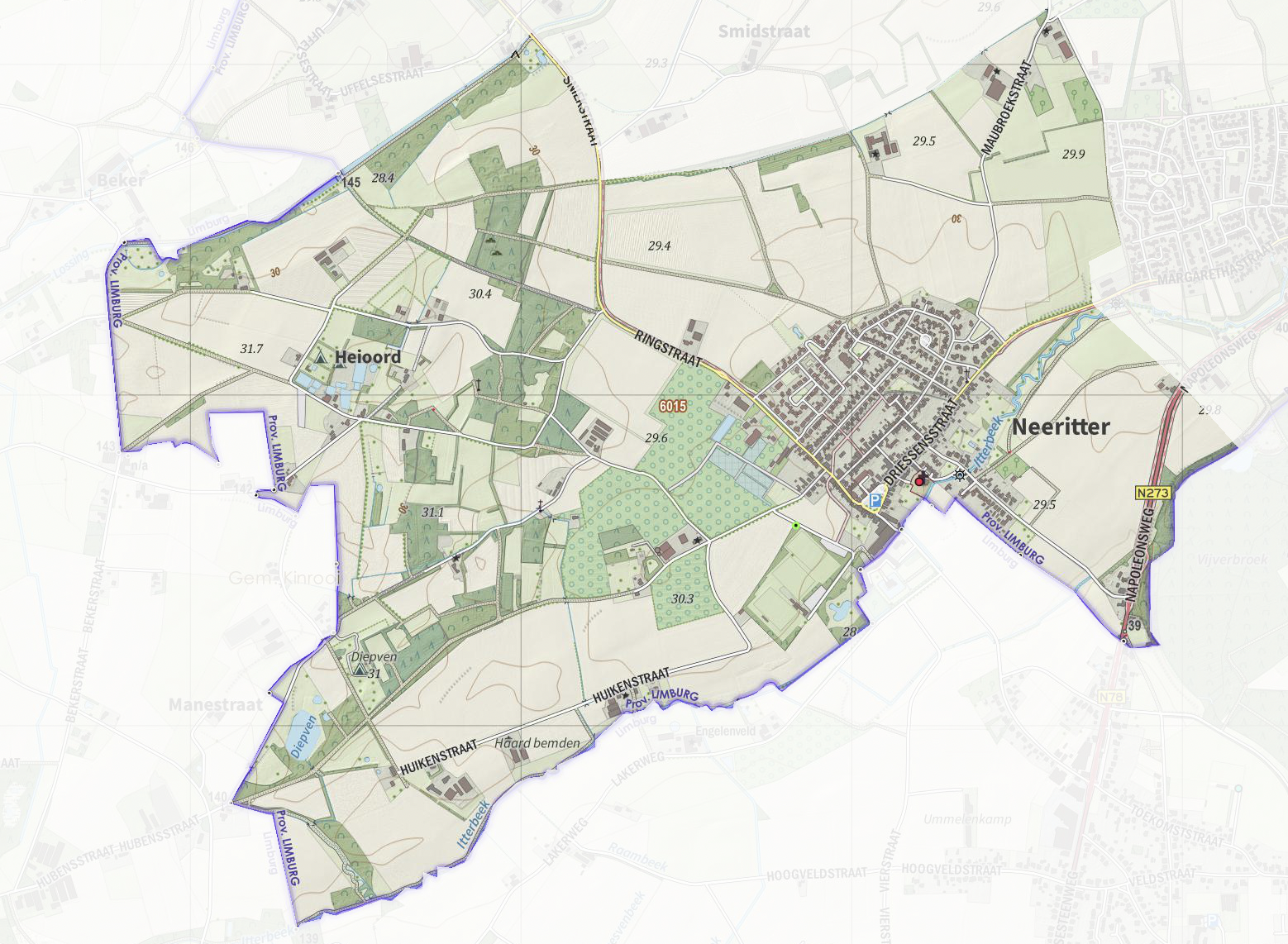
Kaart van Neeritter (2022)

- Edwin Linssen (1980), voetballer
- Bryan Linssen (1990), voetballer
- Kaart van Neeritter (2022)Sjoerd Linssen (1993), voetballer

## Nabijgelegen kernen
| Molenbeersel (BE) |  |  |  | Ittervoort     |
|                   |  |  |  |                |
|                   |  |  |  |                |
|                   |  |  |  |                |
| Kinrooi (BE)      |  |  |  | Kessenich (BE) |